# Saint-Pierre-de-Bœuf
Saint-Pierre-de-Bœuf est une commune française située dans le département de la Loire en région Auvergne-Rhône-Alpes.

## Géographie

### Situation et description
Commune à l'extrémité sud-est du département de la Loire, Saint-Pierre-de-Bœuf est située le long du Rhône, au pied des contreforts du massif du Pilat. Ce village se situe à la croisée des départements de la Loire, l'Ardèche, l'Isère et à quelques kilomètres de la Drôme et du Rhône.
La commune fait partie du parc naturel régional du Pilat. Le climat méditerranéen commence ici à se faire sentir. Elle est située à deux kilomètres de la centrale nucléaire de Saint-Alban, sur le bord du Rhône.

### Communes limitrophes
Les communes limitrophes sont Limony, Le Péage-de-Roussillon, Saint-Maurice-l'Exil, Chavanay, Maclas et Malleval.
|          | Chavanay             |                              |
| Malleval | Saint-Pierre-de-Bœuf | Saint-Maurice-l'Exil Isère   |
| Maclas   | Limony Ardèche       | Le Péage-de-Roussillon Isère |

### Climat
Pour des articles plus généraux, voir Climat d'Auvergne-Rhône-Alpes et Climat de la Loire.
En 2010, le climat de la commune est de type climat océanique altéré, selon une étude du Centre national de la recherche scientifique s'appuyant sur une série de données couvrant la période 1971-2000. En 2020, Météo-France publie une typologie des climats de la France métropolitaine dans laquelle la commune est dans une zone de transition entre le climat semi-continental et le climat de montagne et est dans une zone de transition entre les régions climatiques « Nord-est du Massif Central » et « Sud-est du Massif Central ».
Pour la période 1971-2000, la température annuelle moyenne est de 12,5 °C, avec une amplitude thermique annuelle de 18 °C. Le cumul annuel moyen de précipitations est de 778 mm, avec 8,3 jours de précipitations en janvier et 5,7 jours en juillet. Pour la période 1991-2020, la température moyenne annuelle observée sur la station météorologique de Météo-France la plus proche, « Sablons », sur la commune de Sablons à 7 km à vol d'oiseau, est de 13,3 °C et le cumul annuel moyen de précipitations est de 805,2 mm,. Pour l'avenir, les paramètres climatiques de la commune estimés pour 2050 selon différents scénarios d'émission de gaz à effet de serre sont consultables sur un site dédié publié par Météo-France en novembre 2022.

### Hydrographie
La partie orientale du territoire communal est bordée par le Rhône.

### Voies de communication
La commune est traversée dans le sens nord-sud par la départementale 86 et la voie ferrée de la rive droite du Rhône.

## Urbanisme

### Typologie
Au 1er janvier 2024, Saint-Pierre-de-Bœuf est catégorisée bourg rural, selon la nouvelle grille communale de densité à sept niveaux définie par l'Insee en 2022.
Elle est située hors unité urbaine. Par ailleurs la commune fait partie de l'aire d'attraction de Roussillon, dont elle est une commune de la couronne,. Cette aire, qui regroupe 27 communes, est catégorisée dans les aires de 50 000 à moins de 200 000 habitants,.

### Occupation des sols
L'occupation des sols de la commune, telle qu'elle ressort de la base de données européenne d’occupation biophysique des sols Corine Land Cover (CLC), est marquée par l'importance des territoires agricoles (35 % en 2018), en diminution par rapport à 1990 (43,1 %). La répartition détaillée en 2018 est la suivante : 
cultures permanentes (20,8 %), zones urbanisées (18,7 %), forêts (17,9 %), eaux continentales (17,2 %), zones agricoles hétérogènes (8 %), prairies (6,2 %), espaces verts artificialisés, non agricoles (5 %), zones industrielles ou commerciales et réseaux de communication (3,2 %), milieux à végétation arbustive et/ou herbacée (3,1 %). L'évolution de l’occupation des sols de la commune et de ses infrastructures peut être observée sur les différentes représentations cartographiques du territoire : la carte de Cassini (XVIIIe siècle), la carte d'état-major (1820-1866) et les cartes ou photos aériennes de l'IGN pour la période actuelle (1950 à aujourd'hui).

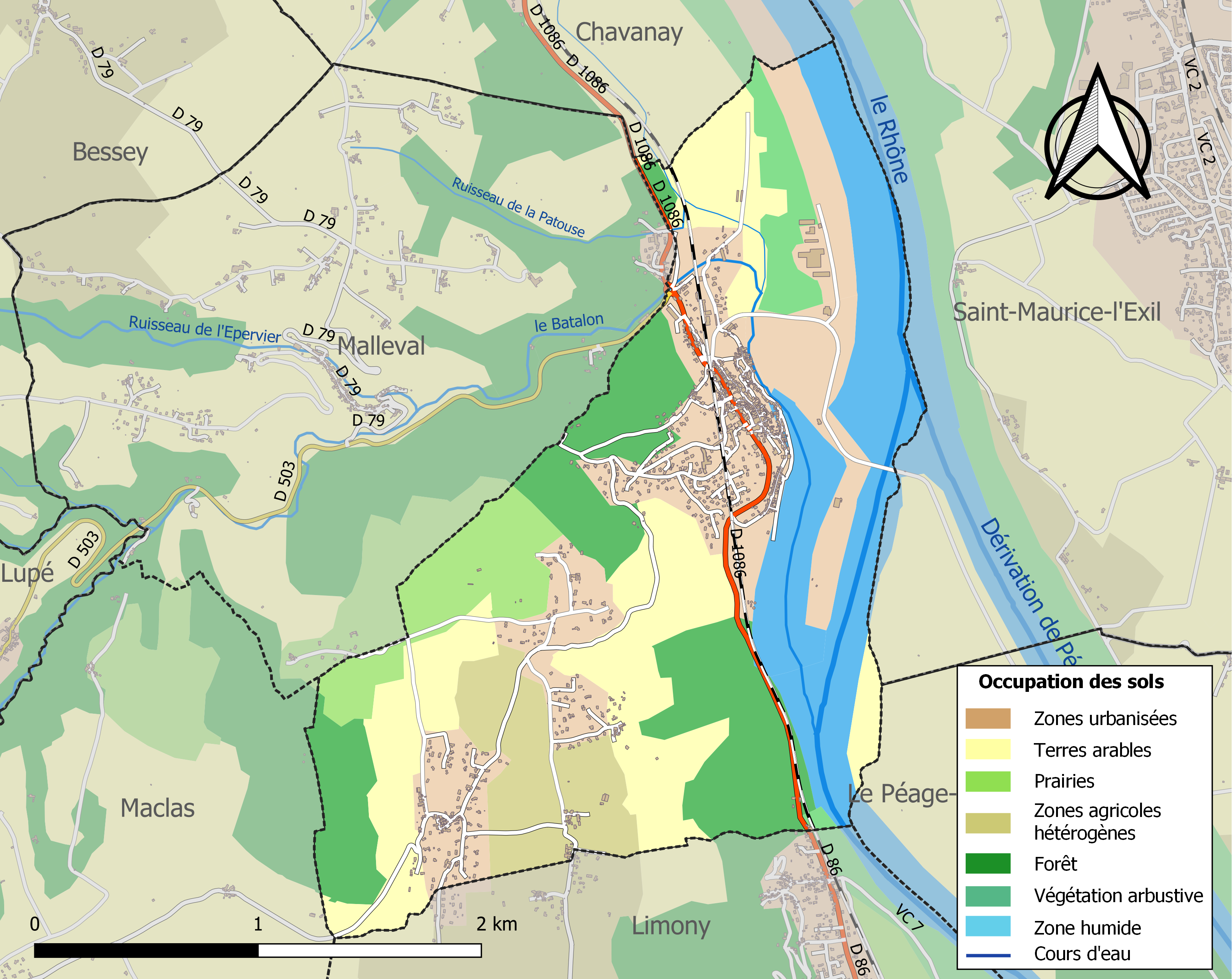
Carte des infrastructures et de l'occupation des sols de la commune en 2018 (CLC).

## Histoire

### Blasonnement
|  | Les armoiries de Saint-Pierre-de-Bœuf se blasonnent ainsi : Tranché : au 1er de gueules au dauphin d’or, au 2e d’or à l’ancre de sable. |

## Politique et administration

### Liste des maires
| Période                                  | Période   | Identité      | Étiquette | Qualité                                |
| ---------------------------------------- | --------- | ------------- | --------- | -------------------------------------- |
| Les données manquantes sont à compléter. |           |               |           |                                        |
| mars 2001                                | mars 2008 | Régis Bouttet |           |                                        |
| mars 2008                                | En cours  | Serge Rault   | SE        | Président de la Communauté de communes |

## Population et société

### Démographie
L'évolution du nombre d'habitants est connue à travers les recensements de la population effectués dans la commune depuis 1793. Pour les communes de moins de 10 000 habitants, une enquête de recensement portant sur toute la population est réalisée tous les cinq ans, les populations de référence des années intermédiaires étant quant à elles estimées par interpolation ou extrapolation. Pour la commune, le premier recensement exhaustif entrant dans le cadre du nouveau dispositif a été réalisé en 2008.

En 2022, la commune comptait 1 705 habitants, en évolution de −1,96 % par rapport à 2016 (Loire : +1,32 %, France hors Mayotte : +2,11 %).
| 1793  | 1800  | 1806  | 1821  | 1831  | 1836  | 1841  | 1846  | 1851  |
| ----- | ----- | ----- | ----- | ----- | ----- | ----- | ----- | ----- |
| 1 139 | 1 141 | 1 259 | 1 406 | 1 472 | 1 365 | 1 452 | 1 621 | 1 685 |

| 1856  | 1861  | 1866  | 1872  | 1876  | 1881  | 1886  | 1891  | 1896  |
| ----- | ----- | ----- | ----- | ----- | ----- | ----- | ----- | ----- |
| 1 648 | 1 699 | 1 660 | 1 543 | 1 835 | 1 370 | 1 253 | 1 171 | 1 149 |

| 1901  | 1906  | 1911  | 1921  | 1926 | 1931 | 1936  | 1946 | 1954  |
| ----- | ----- | ----- | ----- | ---- | ---- | ----- | ---- | ----- |
| 1 101 | 1 095 | 1 149 | 1 028 | 974  | 996  | 1 014 | 860  | 1 103 |

| 1962  | 1968  | 1975  | 1982  | 1990  | 1999  | 2006  | 2008  | 2013  |
| ----- | ----- | ----- | ----- | ----- | ----- | ----- | ----- | ----- |
| 1 145 | 1 026 | 1 114 | 1 051 | 1 174 | 1 306 | 1 532 | 1 596 | 1 714 |

| 2018  | 2022  | - | - | - | - | - | - | - |
| ----- | ----- | - | - | - | - | - | - | - |
| 1 714 | 1 705 | - | - | - | - | - | - | - |

## Culture locale et patrimoine

### Lieux et monuments
- Une borne romaine a été trouvée au lieu-dit Bonnardaux, pour laquelle le mystère reste entier car on ne connaît pas de voie romaine dans les environs. Elle peut avoir été apportée à une époque indéterminée ou révéler l'existence d'une voie secondaire.
- Église Saint-Pierre de Saint-Pierre-de-Bœuf.
- L'espace Eaux Vives[17] : il s'agit d'un stade d'eau vive construit en 1981 sur une île séparant le nouveau lit du Rhône canalisé, de son ancien lit devenu un plan d'eau calme aménagé pour l'initiation. C'est le premier parcours de ce type aménagé en France, réalisé par la Compagnie nationale du Rhône, grâce au barrage. Le parcours fait 700 m de long avec une largeur variant de 4 à 15 m et une difficulté de niveau II-III. La rivière possède un dénivelé de 7 m (soit 1 %) avec un débit variable.

### Patrimoine naturel
La commune fait partie de la réserve naturelle nationale de l'île de la Platière.

### Personnalités liées à la commune
- Alphonse Antoine (né le 19 août 1915 à Corny-sur-Moselle et mort le 11 novembre 1999 dans la commune) est un ancien coureur cycliste professionnel. Il a gagné une étape au Tour de France 1937.